# Die Weltbühne
Die Weltbühne (em português: "O palco do mundo") foi uma revista semanal alemã focada em política, arte e negócios. A Die Weltbühne foi fundada em Berlim em 7 de setembro de 1905 por Siegfried Jacobsohn e foi originalmente criada como um revista estritamente sobre teatro sob o título Die Schaubühne ("O palco teatral"), tendo sido renomeada para Die Weltbühne em 4 de abril de 1918. Após a morte de Jacobsohn em dezembro de 1926, Kurt Tucholsky assumiu a liderança da revista, sendo substituído por Carl von Ossietzky em maio de 1927. Os Nazistas baniram sua publicação após o incêndio do Reichstag e sua última edição apareceu em 7 de março de 1933. No exílio, a revista foi publicada sob o título *Die neue Weltbühne* ("O novo palco do mundo"). Após o final da Segunda Guerra Mundial, ela reapareceu com seu nome original em Berlim Oriental, onde foi publicada até 1993. Em 1997 as revistas Ossietzky e Das Blättchen apareceram, seguindo o modelo de Die Weltbühne. 

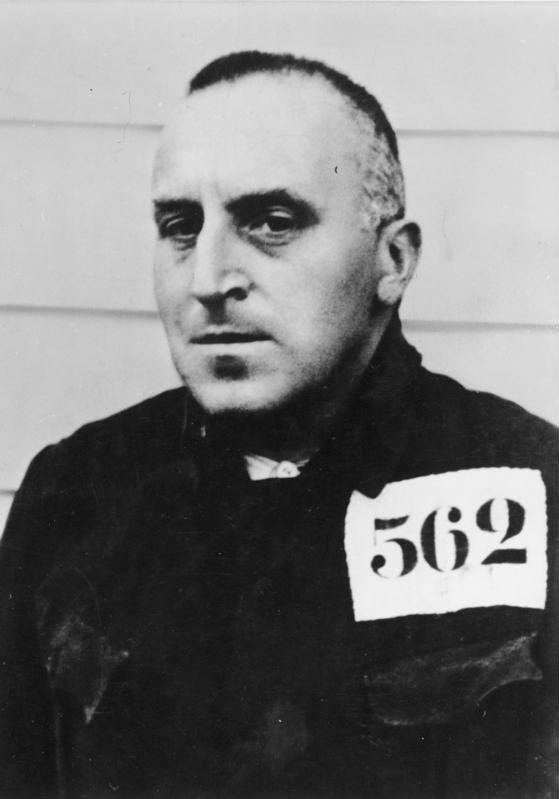
Carl von Ossietzky no Campo de concentração de Esterwegen (1934).

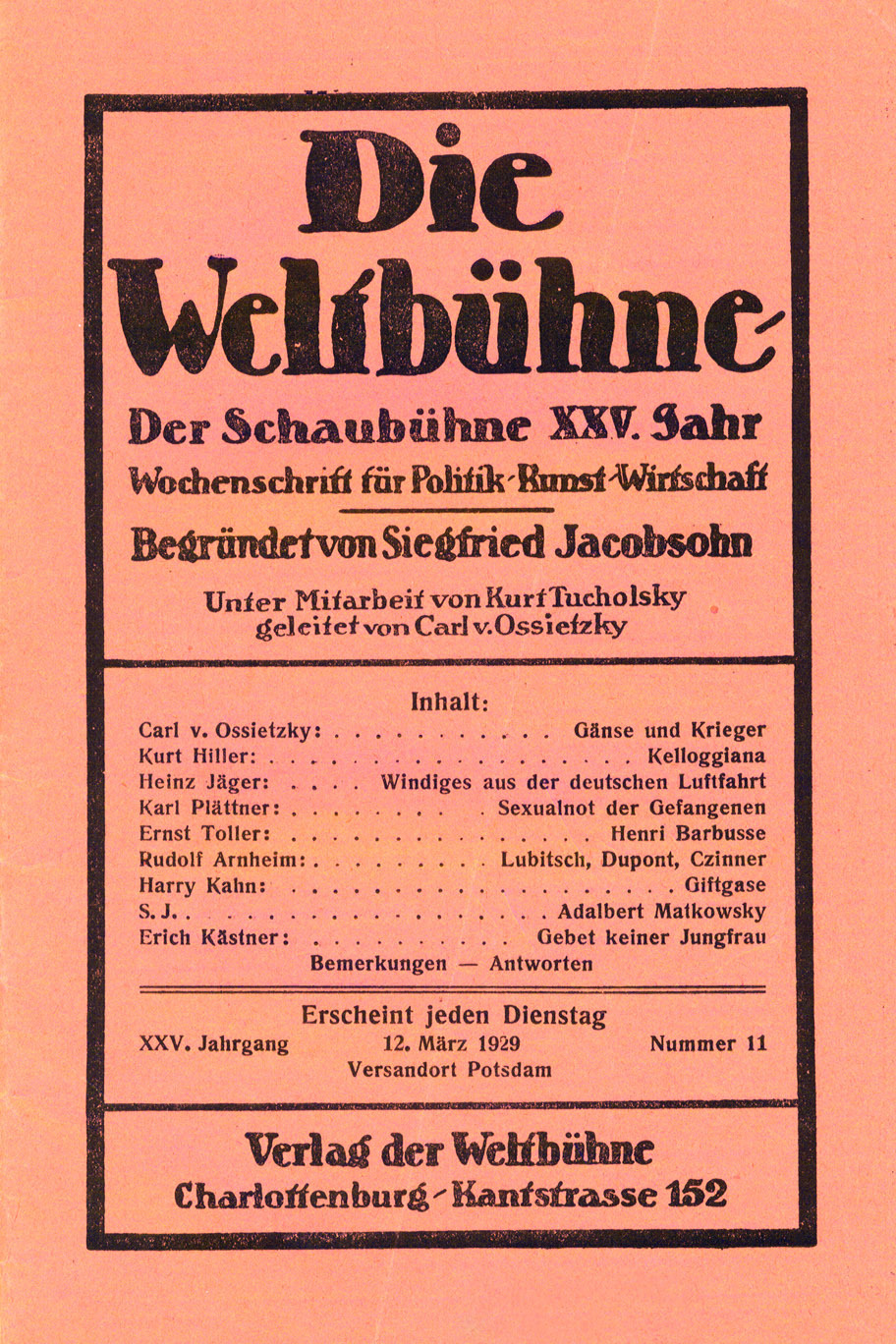
Capa de Die Weltbühne de 12 de março de 1929

Com um conhecido formato de livreto de capa vermelha foi um espaço chave para a expressão de intelectuais socialistas e esquerdistas durante a República de Weimar. Mais de 2600 autores escreveram para o semanário entre 1905 e 1933. Além de Jacobsohn, Tucholsky e Ossietzky, a lista de autores publicados pela revista incluem escritores e jornalistas proeminentes como Erich Kästner, Alfred Polgar, Arnold Zweig, Manfred Gerge, Lion Feuchtwanger e Else Lasker-Schüler. Outros colaboradores regulares incluíam Julius Bab, Erich Dombrowski, Axel Eggebrecht, Herbert Eulenberg, Hellmut von Gerlach, Moritz Heimann, Kurt Hiller, Erich Mühsam, Rudolf Arnheim, Richard Lewinsohn, Fritz Sternberg e Heinrich Ströbel.